# Het wassende water (hoorspel)
Het wassende water is een Nederlandse hoorspelserie naar de gelijknamige streekroman (1925) van Herman de Man. In een bewerking van Anton Quintana zond de NCRV deze uit vanaf donderdag 8 oktober 1970. De regisseur was Frans Somers.

## Delen
- Deel 1: De zonen van vrouw Beijen (duur: 25 minuten)
- Deel 2: Het offer (duur: 24 minuten)
- Deel 3: Een zondag op Water-Snoodt (duur: 21 minuten)
- Deel 4: Boerenkermis (duur: 25 minuten)
- Deel 5: Het aanzoek (duur: 24 minuten)
- Deel 6: Een huwelijk (duur: 27 minuten)
- Deel 7: Het erfdeel (duur: 26 minuten)
- Deel 8: De broers (duur: 24 minuten)
- Deel 9: De veiling (duur: 29 minuten)
- Deel 10: Onbestemde dagen (duur: 28 minuten)
- Deel 11: Bezoekers op IJsseloord (duur: 26 minuten)
- Deel 12: Terugkeer naar Water-Snoodt (duur: 31 minuten)
- Deel 13: Baas op Water-Snoodt (duur: 26 minuten)
- Deel 14: De nieuwe heemraad (duur: 29 minuten)
- Deel 15: De nieuwe taak (duur: 29 minuten)
- Deel 16: Beter laat… (duur: 29 minuten)
- Deel 17: Naar het dijkhuis (duur: 29 minuten)
- Deel 18: Hoogheemraad (duur: 27 minuten)
- Deel 19: Watersnood (duur: 27 minuten)
- Deel 20: Achter de dijken (duur: 30 minuten)

## Rolbezetting
- Eva Janssen (moeder Beijen)
- Paul van der Lek & Hans Veerman (haar zonen Gieljan en Willem)
- Paula Majoor (haar dochter Wieleke)
- Simone Rooskens (Nelia Boonstoppel)
- Frans Somers (Arie, de dokter, een koopman, boer Gaaikhorst, meneer Montijn & kapitein Portheine)
- Nora Boerman & Gerrie Mantel (twee vrouwen)
- Jos van Turenhout (Teunissen, Klaas Merkestein, Ellink Reeser & dijkgraaf)
- Jan Wegter (Goof & Jan Spelt)
- Frans Vasen (Rinus)
- Tonnie Foletta (Hage Scheer)
- Joke Hagelen (Aaigie Scheer)
- Dogi Rugani (de baker & Gerre Gimel)
- Huib Orizand (de notaris)
- Piet Ekel (Nol de Neut)
- Jan Borkus (Benschop)
- Fé Sciarone (vrouw de Goei)
- Maria Lindes (haar dochter Geertrui)
- Kommer Kleijn (de dijkgraaf & burgemeester)
- Willy Ruys (een motor-ordonnans)
- Jan Verkoren (een ingenieur)
- Floor Koen (een veerman)
- Bob Verstraete (hoogheemraad)
- Frans Kokshoorn (dijkgraaf)
- Johan te Slaa (de dominee)

## Inhoud
De jonge boer Gieljan Beijen vecht voortdurend om zichzelf te worden en als hij eenmaal is losgekomen van de bijna tirannieke druk van zijn moeder, klimt hij al spoedig op tot heemraad. Bij een watersnood wordt er in hem een held geboren. Ten slotte eindigen zijn levensdagen in berusting.